# Първа силезийска война
Първа силезийска война (на немски: Erster Schlesischer Krieg) се нарича конфликт между Кралство Прусия и Хабсбургската монархия (условно наречена Австрия), продължил от 1740 до 1742 г. и поставил началото на Войната за австрийското наследство. Тя се води предимно в областите Силезия, Чехия и Моравия и е първата от три силезийски войни, завършили с успех на Прусия. Тя е и персонален двубой между младите просветени владетели Фридрих ІІ Велики от Прусия и Мария Терезия от Австрия. Ключовите сражения при Молвиц и Хотузиц завършват с победи на Прусия, която демонстрира силата на своята пехота, а мирът е оформен чрез договорите от Бреслау и Берлин.

## Прусия и Австрия през 1740 г.
От началото на ХVІІІ в. под името Кралство Прусия се разбира по-скоро старото Курфюрство Бранденбург със столица Берлин. Нарича се така, защото бранденбургският курфюрст е в същото време крал на Прусия. Прусия е земята на изток от река Одер и е поделена – западната част е под полска власт, а източната е в династична уния с Бранденбург. Хабсбургската монархия също е създадена на династичен принцип. Ерцхерцогът на Австрия е в същото време крал на Чехия, Унгария и Германия. Формално това са отделни държави със свои представителни органи и ангажирането им във военните усилия на владетеля не е автоматично.
Силезия е богата и гъсто населена област от земите на чешката корона. В нея се намират големи находища на въглища и руда, които се разработват от векове. В следващите периоди тя ще дава половината от ресурсите на Прусия. Хохенцолерните – управляващата династия в Прусия – имат стари претенции към някои части на Силезия, обосновани също династично. Те се базират на завещанието на силезийския херцог Фридрих ІІ, според което при изчерпването на неговия род Пясти херцогствата Лигниц, Волау и Бриг трябва да се дадат на Хохенцолерните. Тогавашният Хабсбургски император Фердинанд І отхвърля завещанието и конфискува херцогствата. Приблизително по същото време бранденбургските владетели наследяват херцогство Ягерндорф. През Тридесетгодишната война обаче австрийците конфискуват и него, макар че Хохенцолерните продължават да се смятат за законните му собственици.
Благодарение на систематичните усилия на бащата на Фридрих ІІ – Фридрих Вилхелм I (1713 – 1740) Прусия в началото на войната е по-богата и силна, отколкото изглежда. Крайно пестелив, този крал поддържа бюджетен излишък. Той увеличава доходите в хазната двойно: от 3 655 000 на 7 000 000 талера годишно, както и армията – от 39 000 до 80 000 войници. Така страната се нарежда на четвърто място по военна сила, докато по население е едва на тринадесето. Силните страни на пруската армия са дисциплината и бойният дух, а от родовете войски се развива предимно пехотата. Това обуславя наличието на ахилесова пета – слабата конница, но през Първата силезийска война враговете на Фридрих ІІ все още не могат да уловят този недостатък и да се възползват.
В същото време Австрия върви към упадък, който се свързва с управлението на Карл VI. Този император има трудности да осигури мъжко наследство, затова завещава всичките си владения на първородната си дъщеря Мария Терезия (родена 1717 г.). Предаването на наследството на жена обаче не е прието в Австрия, затова той създава специален документ – Прагматическа санкция, за да го осигури. Вместо да се погрижи за армията и финансите и да остави на дъщеря си сила, за да се защити, той влага извънредни усилия за признаването на санкцията от европейските държави. Прусия я признава през 1727 г., с което на практика се отказва от евентуални претенции след смъртта на императора.
Когато през октомври 1640 г. Карл VІ умира обаче, възцарилият се Фридрих ІІ не се колебае да действа. Той пише в писмо до приятеля си Волтер: „Едно неочаквано събитие не ми позволява да пиша надълго и широко, както обичам. Императорът е мъртъв и моят пацифизъм е разколебан... Развълнуван съм, защото усещам, че трябва да се възползвам от тези обстоятелства.“ С нападението над Силезия малко по-късно Фридрих нарушава основни принципи на дипломацията на ХVІІІ век и въвежда нов и брутално прагматичен метод на поведение, известен като реалполитик. Той не се нуждае от повод, нито от оправдание за постъпката си. Знае само, че Силезия му е нужна и че сега е моментът да я получи. Анализът му за обстановката е потресаващо хладнокръвен: „Англия и Франция са врагове помежду си. Рече ли Франция да се забърка в делата на империята, Англия не ще го позволи, така че винаги мога да сключа добър съюз с едната от двете. Англия няма да ревнува, заради придобиването на Силезия, тъй като това няма да ѝ навреди, а тя се нуждае от съюзници... Ако не можем да уредим нищо с Англия..., сигурно можем да сключим сделка с Франция, която не може да обърка нашите планове и ще одобри унижаването на императорския двор. Единствено Русия може да ни създаде някакви грижи. Ако императрицата е жива, можем да подкупим водещите съветници. Ако тя умре, руснаците ще бъдат толкова заети, че няма да имат време за външни дела.“

## Ход на военните действия

### Молвиц
На 11 декември 1740 г. Фридрих отправя ултиматум към Мария Терезия да му отстъпи Силезия. За сметка на това той обещава да признае отново Прагматическата санкция и да гласува за съпруга ѝ като следващ император. Без да дочака отговор пет дни по-късно армията му навлиза на австрийска територия и войната започва. Пруската армия в състав от 27 000 войници не среща особена съпротива. Австрийците имат в областта около 8000 души, повечето от които разполагат като гарнизони и само 3000 действат на поле. На 2 януари 1741 г. без бой се предава столицата Бреслау (дн. Вроцлав), седмица по-късно – Олау (дн. Олава). До края на месеца цялата област е окупирана, австрийците се съпротивляват само в Глогау, Брийг и Найсе, които са обсадени. След кратко зимуване през март кампанията е подновена и Глогау пада след щурм. Едва в този момент австрийците успяват да изпратят сериозни въоръжени сили и да отговорят. Фелдмаршал Вилхелм фон Найперг идва от Моравия с 20 000 души, за да спаси Найсе. Прусаците го пресрещат в битката при Молвиц (10 април) и го отблъскват. В хода на сражението австрийците разбиват пруската конница и Фридрих, по съвет на главнокомандващия фелдмаршал Курт фон Шверин, избягва от бойното поле. Пруската пехота обаче издържа натиска и дори минава в контранастъпление. Никоя армия не спечелва явно, но тъй като стратегическите последици са в полза на Прусия, тя се обявява за победител. Найперг се оттегля от Силезия, а до месец май всички крепости са превзети от прусаците. Събитията при Молвиц разтърсват из основи Мария Терезия и управляващите във Виена. Това е моментът на откровението, тъй като дотогава всички са вярвали, че Найперг ще отблъсне прусаците. Сега тази илюзия се изпарява.

### Намесата на Бавария и Франция
След успеха, постигнат от пруската армия, Франция подкрепя претенциите на Фридрих в договора от Бреслау. Тя подкрепя и претенциите на Бавария – другия явен враг на Хабсбургите. Изпраща армия, която се съединява с баварските сили на курфюрста Карл Албрехт. Така войната значително се разраства и се превръща в европейска. Пред Мария Терезия се отваря фронт и в Италия, където испанците атакуват Парма и Милано, докато обявената британска подкрепа се изразява само в морски операции и субсидии – крайно недостатъчно за заплашената от три страни Хабсбургска монархия. Саксония също сключва съюз с Прусия и поставя искания за австрийски земи. Без да се познават тези факти не може да се разбере защо Австрия не успява навреме и с достатъчно сили да организира офанзива против Фридрих ІІ.
Най-опасно е приближаването на френско-баварската армия към Виена, която изглежда беззащитна. На 14 септември 1741 г. в ръцете ѝ пада Линц, но след това тя рязко завива на север и навлиза в Чехия. Фридрих моментално се възползва от критичното положение на врага си и влиза в тайни преговори с Найперг, докато публично продължава да подкрепя френско-баварския съюз. На 9 октомври се сключва тайно примирие в Клайн-Шнеленбург с опция да прерасне в мирен договор преди края на годината. Найперг, освободен по този начин, повежда силите си срещу французите и баварците, които през ноември превземат Прага.

### Хотузиц
Фридрих гледа със страх на френско-баварско-саксонското окупиране на Чехия и Моравия, затова се отказва от примирието и нахлува с армията си в тези области. Фелдмаршал Шверин преминава Судетите и превзема моравската столица Олмюц, а принц Леополд обсажда глючовата крепост Глац (дн. Клодзко). В началото на 1742 г. силите на Франция, Бавария и Прусия предприемат поход срещу Виена, но французите преценяват, че позицията им става опасна и се изтеглят към страната си. Останал само със саксонците, Фридрих обсажда Брюн (дн. Бърно) – главна крепост на австрийците в Моравия. Срещу силния гарнизон и добре снабден град те нямат особен успех и през април се оттеглят в Силезия и Чехия. Така моравската кампания се проваля.
При това положение австрийците решават, че е време за контраатака и изпращат 30 000 души да освободят Прага. Прусаците (28 000) заемат позиции на изток от града, за да ги спрат. Битката се състои при Хотузиц на 17 май и завършва с трудна пруска победа и многобройни жертви от двете страни. Тя обаче е достатъчна, за да спре австрийците и да им покаже, че не могат да върнат Чехия под свой контрол. Битката при Хотузиц има голяма роля за създаването на един устойчив постулат на Стария режим – че пруската армия е на практика непобедима.

## Мирните договори
След Хотузиц, изпълнен със самочувствие, Фридрих ІІ настоява за ново споразумение с Мария Терезия и за край на войната. Той е подкрепен от Великобритания, която мечтае за помирение на имперските държави и създаване на всеобщ фронт срещу Франция и Испания. Ако в Клайн-Шнелендорф договорката е за подялба на Силезия, сега пруският крал иска цялата област, както и околностите на Глац. Последното кралицата не желае да приеме, но англичаните я притискат: те заплашват да спрат субсидиите, без което тя не би могла да воюва. На 11 юни 1742 г. в Бреслау се постига предварително споразумение. Съгласно текста Прусия получава почти цяла (90%) от Силезия, освен най-южните части (областта Тешен), които формират бъдещата Австрийска Силезия. Тя поема част от австрийските дългове и обещава да не подновява участието си във Войната за австрийското наследство. На 28 юли точките са потвърдени в окончателния мирен договор в Берлин.
Фридрих ІІ не удържа на думата си и отново се включва в европейския конфликт чрез Втората силезийска война (1744 – 1745). Тя потвърждава притежанието на Силезия. Има и Трета силезийска война, както се нарича този военен театър през Седемгодишната война (1756 – 1763).